# Vladimir Kryuchkov
Vladimir Kryuchkov (em russo:  Владимир Крючков; nascido em 1929) é um ex-ciclista soviético.  Competiu no individual e por equipes nos Jogos Olímpicos de Verão de 1952.